# Copa dos Presidentes (Maldivas)
A Copa dos Presidentes, também chamada de Copa da Liga das Maldivas, é uma competição nacional de formato mata-mata de futebol da República das Maldivas.

## História
A primeira edição foi a de 1971/72 e o campeão foi o Victory SC.[carece de fontes?]
A última edição aconteceu em 2017 e o campeão foi o New Radiant SC.

## Formato
A competição é realizada no formato mata-mata.
Na primeira fase, quatro equipes formam dois jogos (semifinais), onde o vencedor de cada confronto classifica-se para a final.[carece de fontes?]

### Final
Aqui, os dois vencedores das semifinais se enfrentam em jogo único e o vencedor recebe o título de campeão do certame.